# Gewöhnliche Fischernetzspinne
Die Gewöhnliche Fischernetzspinne (Segestria senoculata), manchmal wie die Familie nur als Fischernetzspinne bezeichnet, ist eine Webspinne aus der Familie der Fischernetzspinnen (Segestriidae). Sie ist paläarktisch verbreitet.
Sie wurde zur Spinne des Jahres 2025 gewählt.

## Merkmale

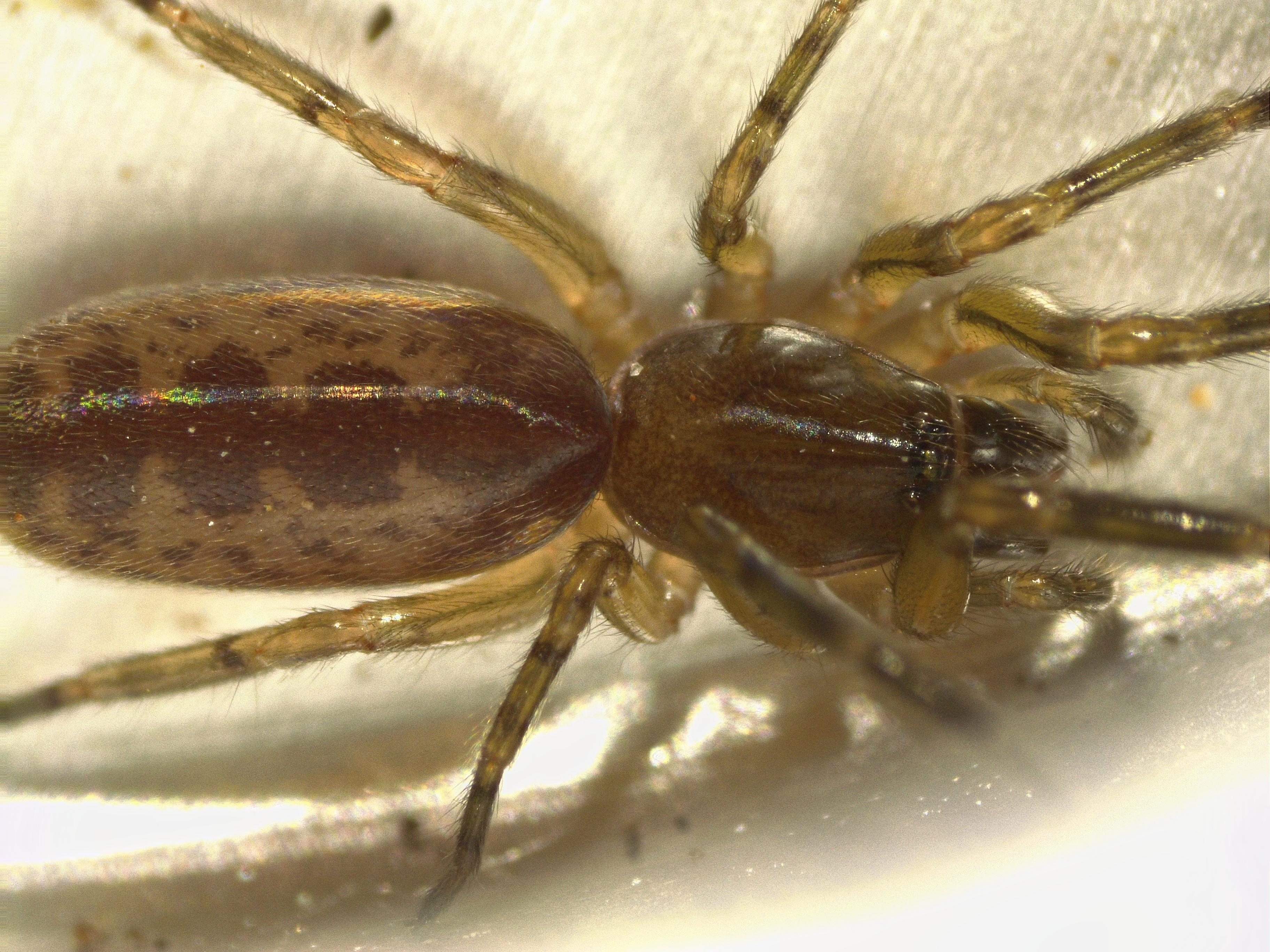
Detailaufnahme eines Weibchens

Das Weibchen der Gewöhnlichen Fischernetzspinne erreicht eine Körperlänge von sieben bis zehn und das Männchen eine von 6,5 bis 7,5 Millimetern. Der Körperbau ist wie bei allen Fischernetzspinnen zylindrisch schmal. Ebenso hat die Gewöhnliche Fischernetzspinne wie alle Arten der Familie, aber anders als die meisten anderen Spinnen, nur sechs Augen. Diese sind in zwei Dreiecken angeordnet, deren Spitzen zueinander weisen.

### Weibchen
Das Weibchen besitzt ein schwärzliches Prosoma (Vorderkörper), das hinten jedoch heller wird. Es ist 3 bis 3,5 Millimeter lang. Das Sternum (Brustplatte) und die Coxen (Hüftglieder) erscheinen braun, wobei das Sternum weiter vorne ebenfalls dunkler wird. Die Beine sind hellbraun und weisen eine dunkle Ringelung auf. Darüber hinaus sind auch die Tibien sowie die Metatarsen und Tarsen des ersten Beinpaares meist dunkel gefärbt. Außerdem tragen die Metatarsen des ersten Beinpaares beim Weibchen je drei Paar ventrolaterale Stacheln und die Ventralseite weist auf der basalen Hälfte je einen medianen Stachel auf. Das Opisthosoma des weiblichen Tieres erscheint in einem Graubraun. Es ist schwarz gefleckt und auf der Rückenseite mit einem in der Mitte gelappten und schwarz gefärbten Band versehen.

### Männchen

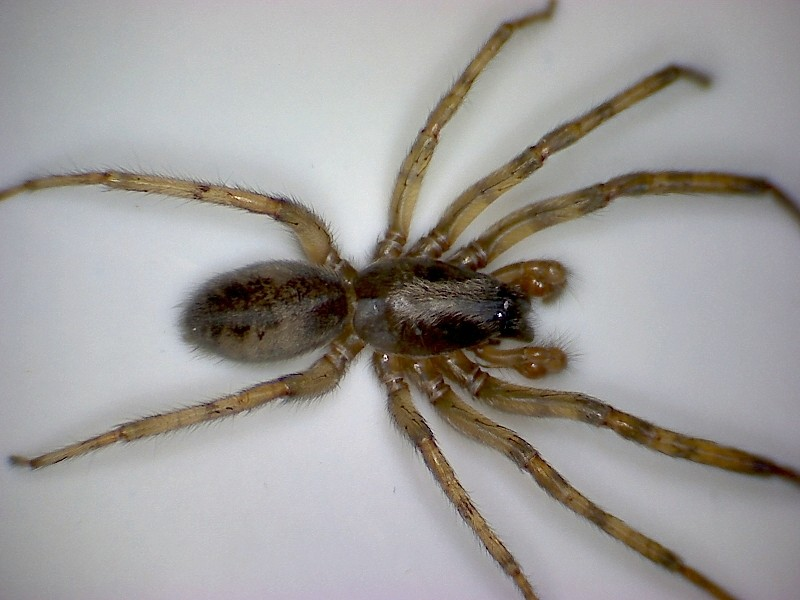
Männchen

Das Männchen besitzt ein glänzendes und dunkelbraun gefärbtes Prosoma, sein Sternum ist hellbraun. Die Beine gleichen denen des Weibchens, allerdings fehlt hier der mediane Stachel auf den Metatarsen des ersten Beinpaares. Die Bulbi (männliche Geschlechtsorgane) weisen eine lang ausgezogene Spitze auf, die Emboli (Bestandteile der Bulbi, die der Samenübertragung dienen) sind von langer und dünner Form und am Ende gebogen. Das Opisthosoma des Männchens ist graugelb bis hellbraun gefärbt. Es weist an gleicher Stelle wie das Weibchen ähnlich geformtes Band auf, das hier aber aus braunen Haaren besteht.

### Ähnliche Arten

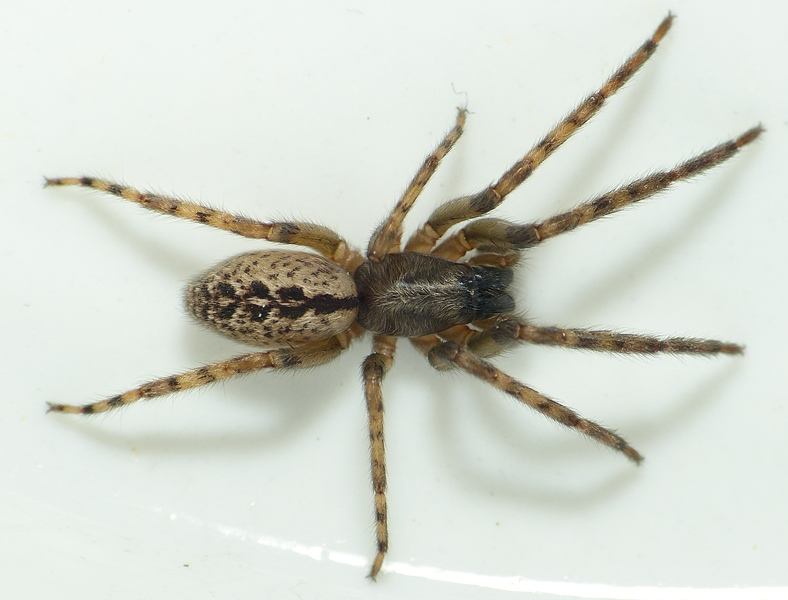
Weibchen der nah verwandten Bayerischen Fischernetzspinne (Segestria bavarica)

Eine der Gewöhnlichen Fischernetzspinne sehr ähnliche Art ist die nah verwandte Bayerische Fischernetzspinne (Segestria bavarica), die aber meist größer wird. Ein Unterscheidungsmerkmal ist die Bestachelung an den Metatarsen des ersten Beinpaares, die auch bei der Bayerischen Fischernetzspinne vorhanden ist, jedoch aus nur zwei Stacheln je Bein besteht. Außerdem besitzt die Gewöhnliche Fischernetzspinne ein überwiegend unbehaartes Prosoma. Ebenso ist die Zeichnung auf dem Opisthosoma der Bayerischen Fischernetzspinne anders als das der Gewöhnlichen Fischernetzspinne in der Mitte durch einen hellen Streifen geteilt.

## Vorkommen

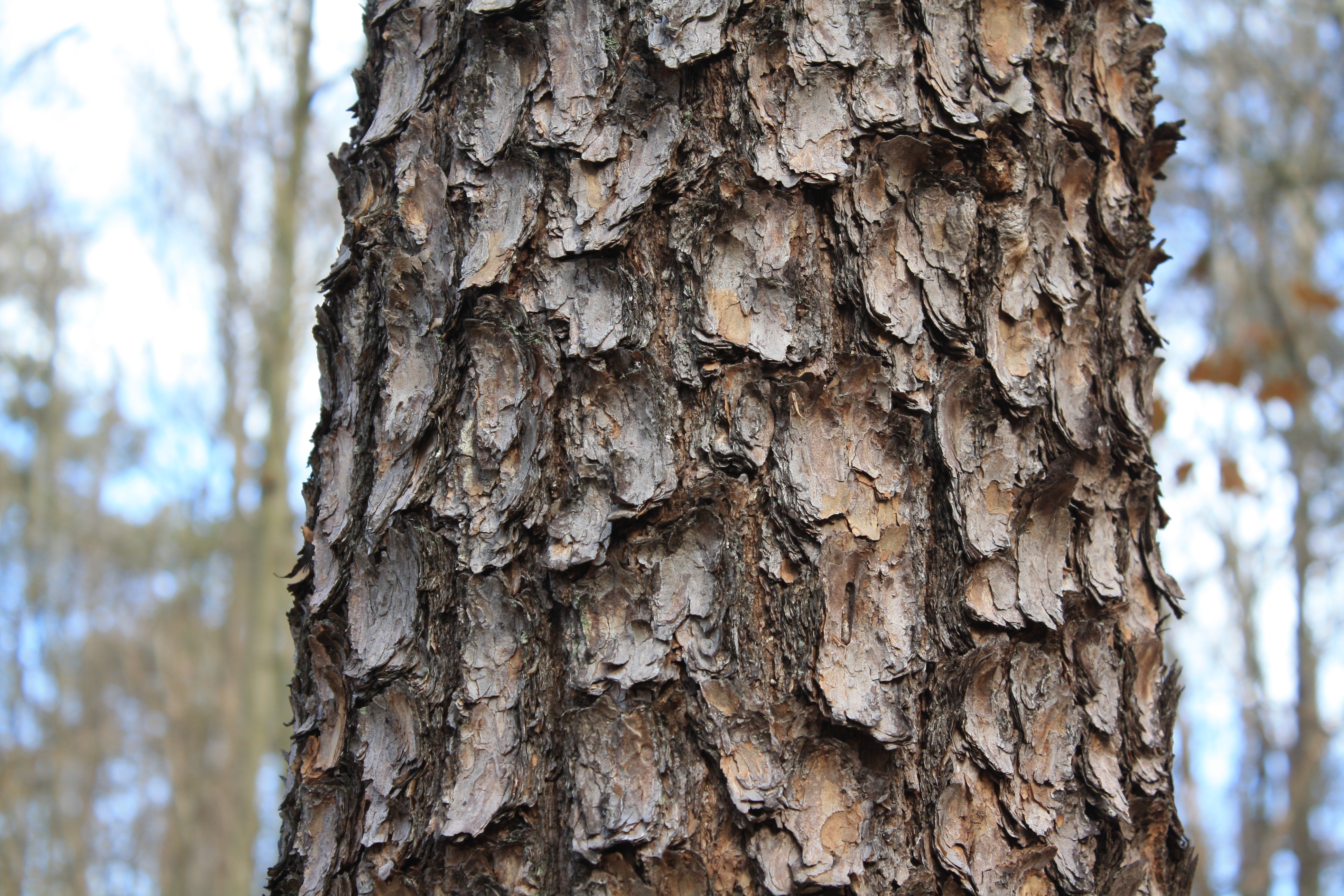
In freier Natur ist die Gewöhnliche Fischernetzspinne an und unter der Rinde von Kiefern regelmäßig auffindbar.

Die Gewöhnliche Fischernetzspinne ist in Europa, der Türkei, Kaukasien, dem Iran und Japan verbreitet. Die Art bewohnt verschiedene Wälder und ist dort besonders an und unter der Rinde von Kiefern auffindbar. Ebenso findet man sie auch in Felsritzen und synanthrop (an den menschlichen Siedlungsbereich angepasst) in Mauerlöchern und dem Gebälk von Häusern. Die Art wurde bis in eine Seehöhe von 2020 Metern nachgewiesen.

### Bedrohung und Schutz
Die Gewöhnliche Fischernetzspinne ist die häufigste Art der Fischernetzspinnen. In der Roten Liste gefährdeter Arten Tiere, Pflanzen und Pilze Deutschlands wird die Art als „ungefährdet“ eingestuft und unterliegt deshalb keinem Schutzstatus. Der globale Bestand der Art wurde von der IUCN nicht gewertet.

## Lebensweise
Wie alle Fischernetzspinnen ist auch die Gewöhnliche Fischernetzspinne vorwiegend nachtaktiv und legt ein charakteristisches Spinnennetz zum Zwecke des Beutefangs an.

### Beutefang

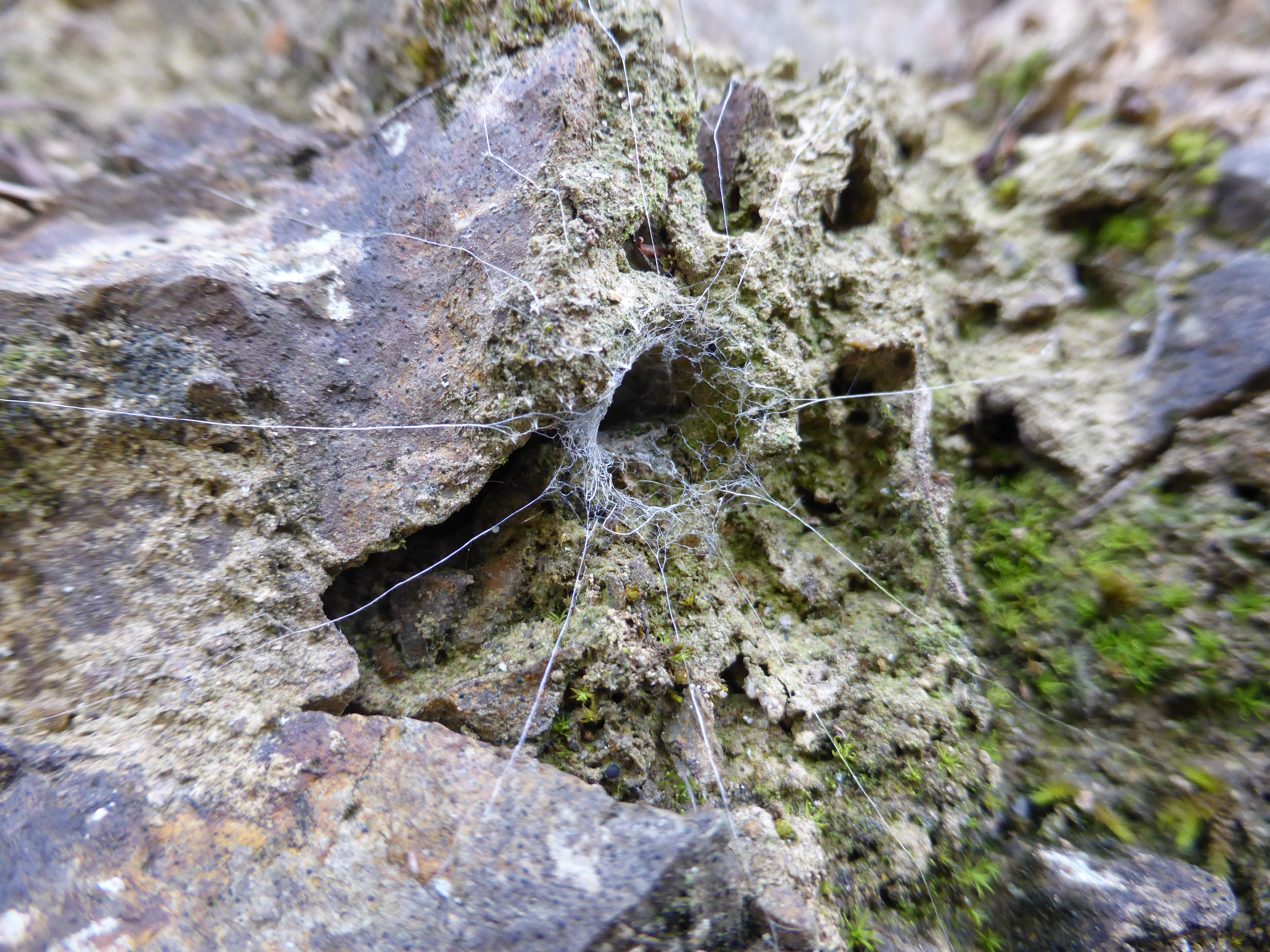
Fangnetz der Gewöhnlichen Fischernetzspinne

Das Fangnetz besteht aus einem auf der Grundfläche von Rinde oder Steinen angelegten Gespinstschlauch, der innerhalb passender Vertiefungen, etwa Baumlöchern oder Steinritzen in einem Trichter mündet. Dieser röhrenartige Bau dient als Aufenthaltsort der Spinne. Nach außen gehen vom Trichterrand aus mehrere Signalfäden sternförmig nach außen. In der Nacht lauert die Spinne am Eingang des Wohntrichters, wobei die drei vorderen Beinpaare nach außen ragen. Das Prinzip des Beutefangs ähnelt dem von Trichternetzen, wie sie beispielsweise von Trichterspinnen (Agelenidae) angelegt werden. Am anderen Ende ist die Trichterröhre offen, womit die Spinne notfalls ihr Netz verlassen kann.

### Phänologie und Fortpflanzung
Ausgewachsene Tiere der Gewöhnlichen Fischernetzspinne können ganzjährig angetroffen werden, am häufigsten aber im Spätsommer und Herbst. Ein paarungswilliges Männchen verlässt sein Fangnetz auf der Suche nach einem Weibchen, das, sofern es nicht dazu verleitet wird, sein Netz nach dem Anlegen nicht mehr verlässt. Nach der Paarung fertigt das Weibchen einen bikonvex geformten Eikokon mit einer Breite von acht und einer Höhe von dreizehn Millimetern an, der 60 bis 180 Eier enthalten kann. Die Jungtiere brauchen wahrscheinlich zwei Jahre, um heranzuwachsen und legen wie die ausgewachsenen Tiere Fangnetze an.

## Systematik
Die Gewöhnliche Fischernetzspinne wurde 1758 von Carl von Linné als Aranea senoculata erstbeschrieben und erfuhr, wie die meisten Spinnen, die im 18. Jahrhundert in der Gattung Aranea zusammengefasst worden waren, mehrere Umbenennungen. Die heutige Bezeichnung Segestria senoculata wurde erstmals 1805 von Charles Athanase Walckenaer eingeführt und wird seitdem nahezu durchgehend für die Art verwendet. Anders, als es ihr Trivialname und ihre Häufigkeit sowie Bekanntheit vermuten ließe, ist die Gewöhnliche Fischernetzspinne nicht die Typusart der Gattung. Dies ist die deutlich seltenere und größere Mächtige Fischernetzspinne (Segestria florentina). Die Gewöhnliche Fischernetzspinne wurde mehrmals beschrieben und weist daher einige Synonyme auf. Diese lauten:
- Aranea scopulorum Fabricius, 1779
- Segestria corvulus Jarocki, 1825
- Segestria krausi Braun, 1963

Es gibt zwei Unterarten der Gewöhnlichen Fischernetzspinne:
- Segestria senoculata senoculata, die Nominatform
- Segestria senoculata castrodunensis, die in der Schweiz vorkommende Unterart

## Galerie

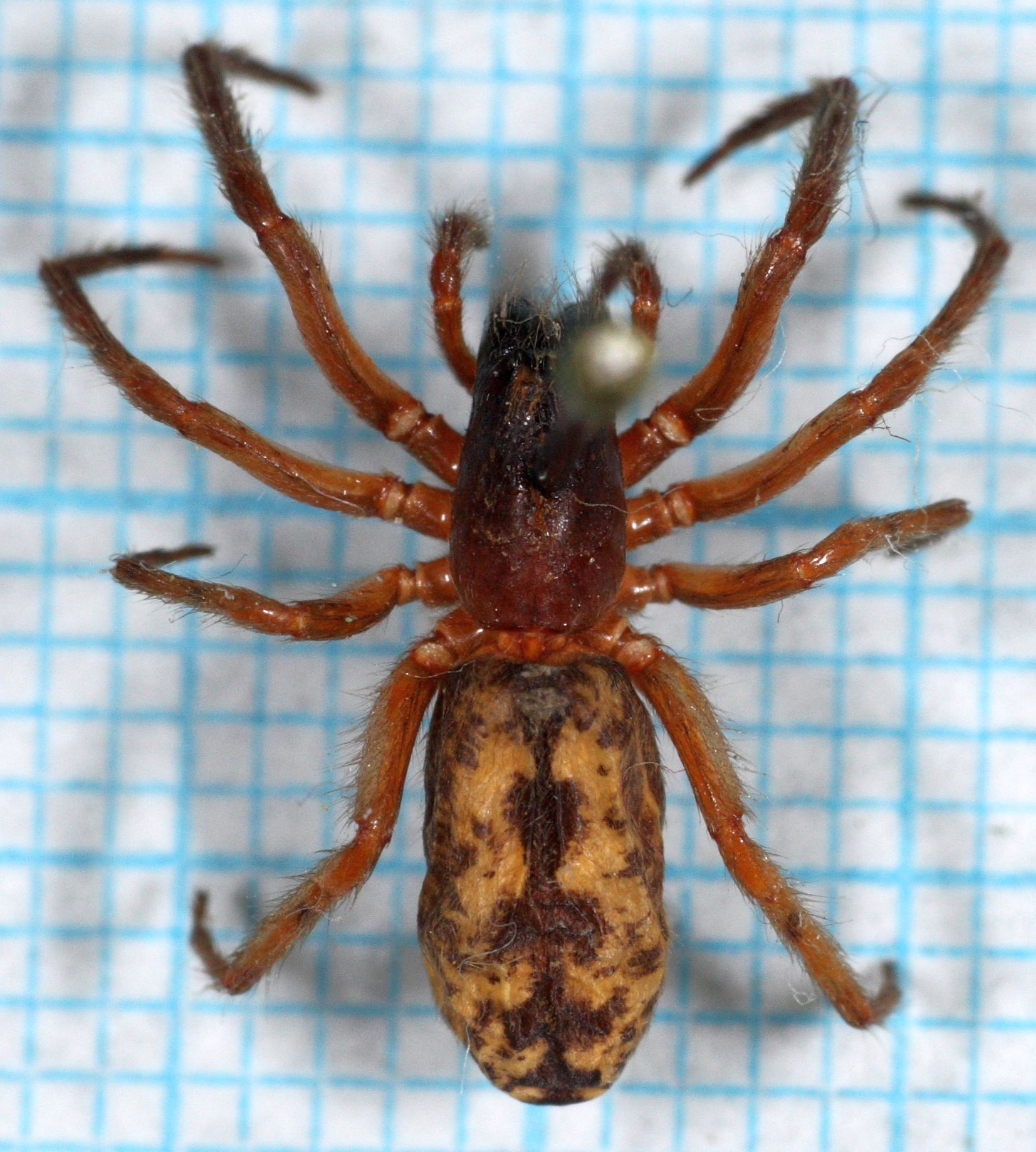
Dorsalansicht eines Weibchens
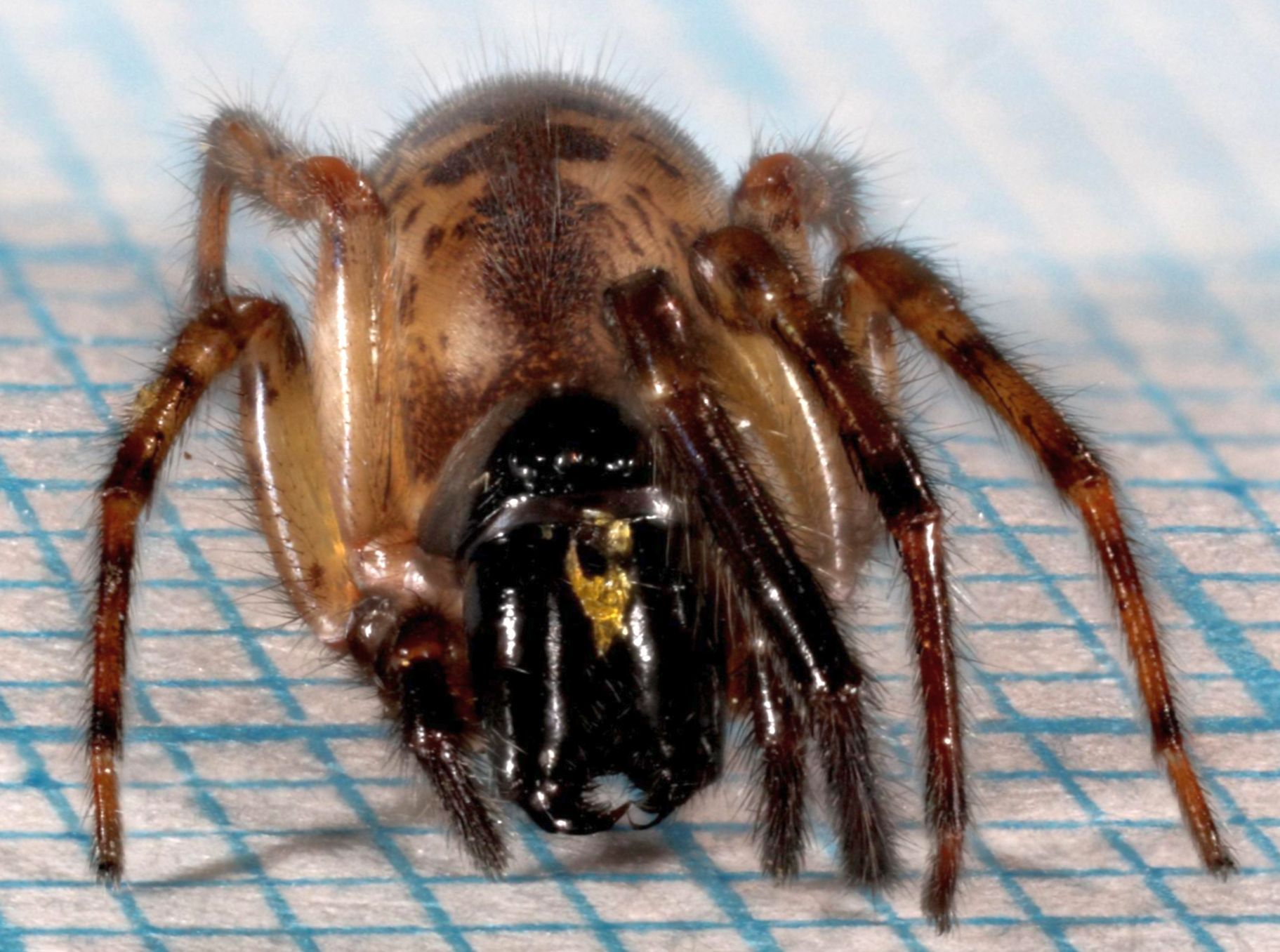
Frontalansicht eines Weibchens, dem zwei Beine fehlen
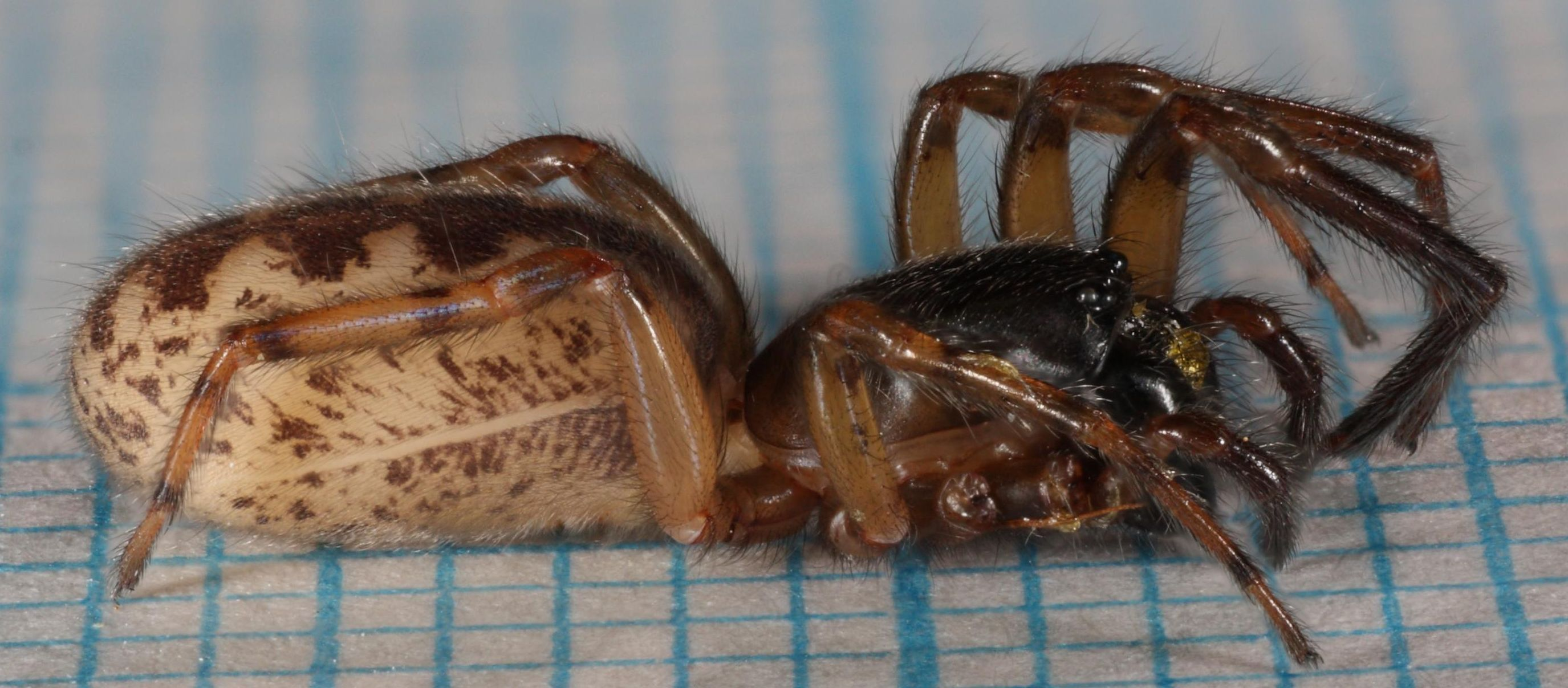
Lateralansicht desselben Tieres
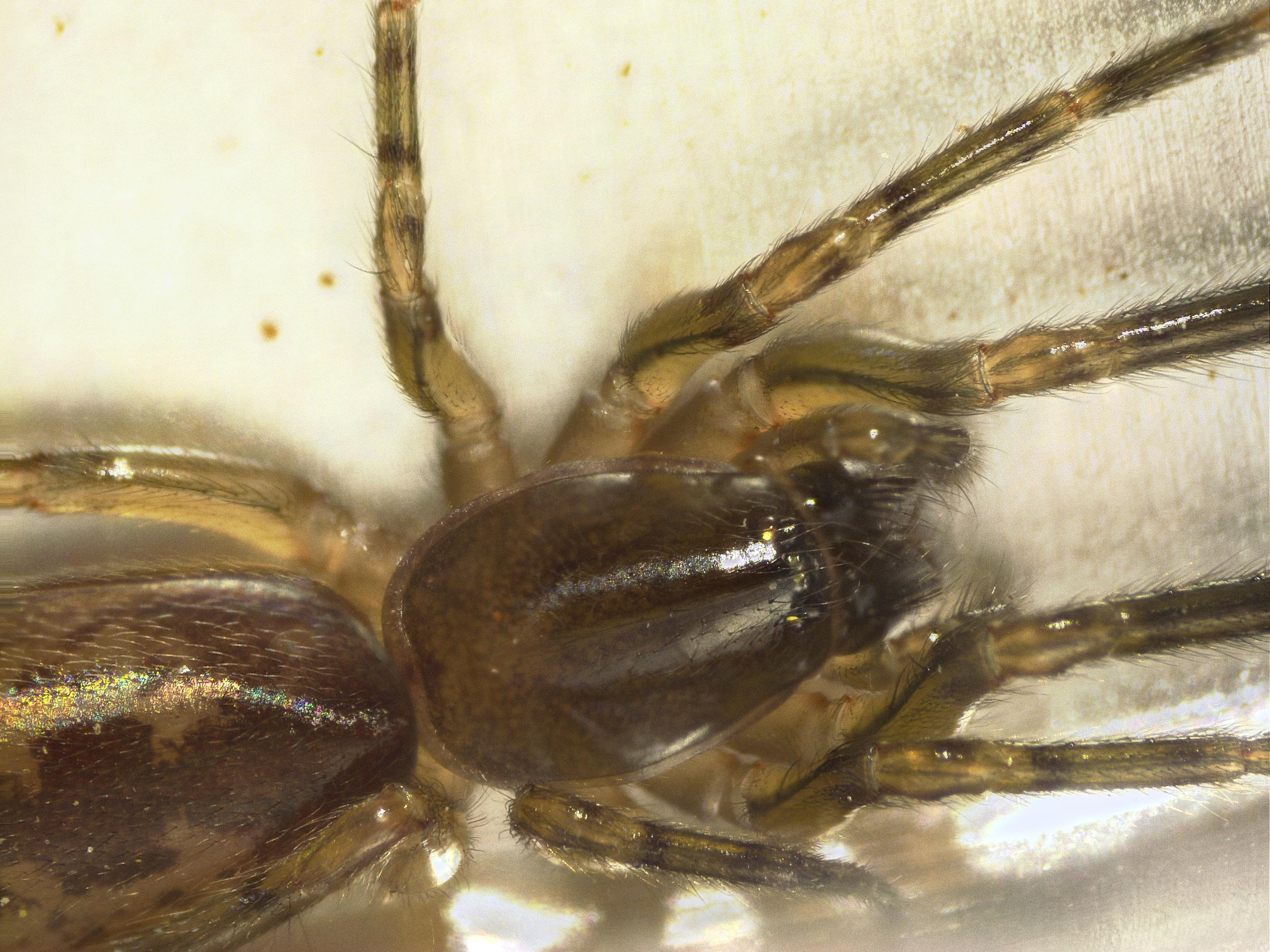
Prosoma eines Weibchens
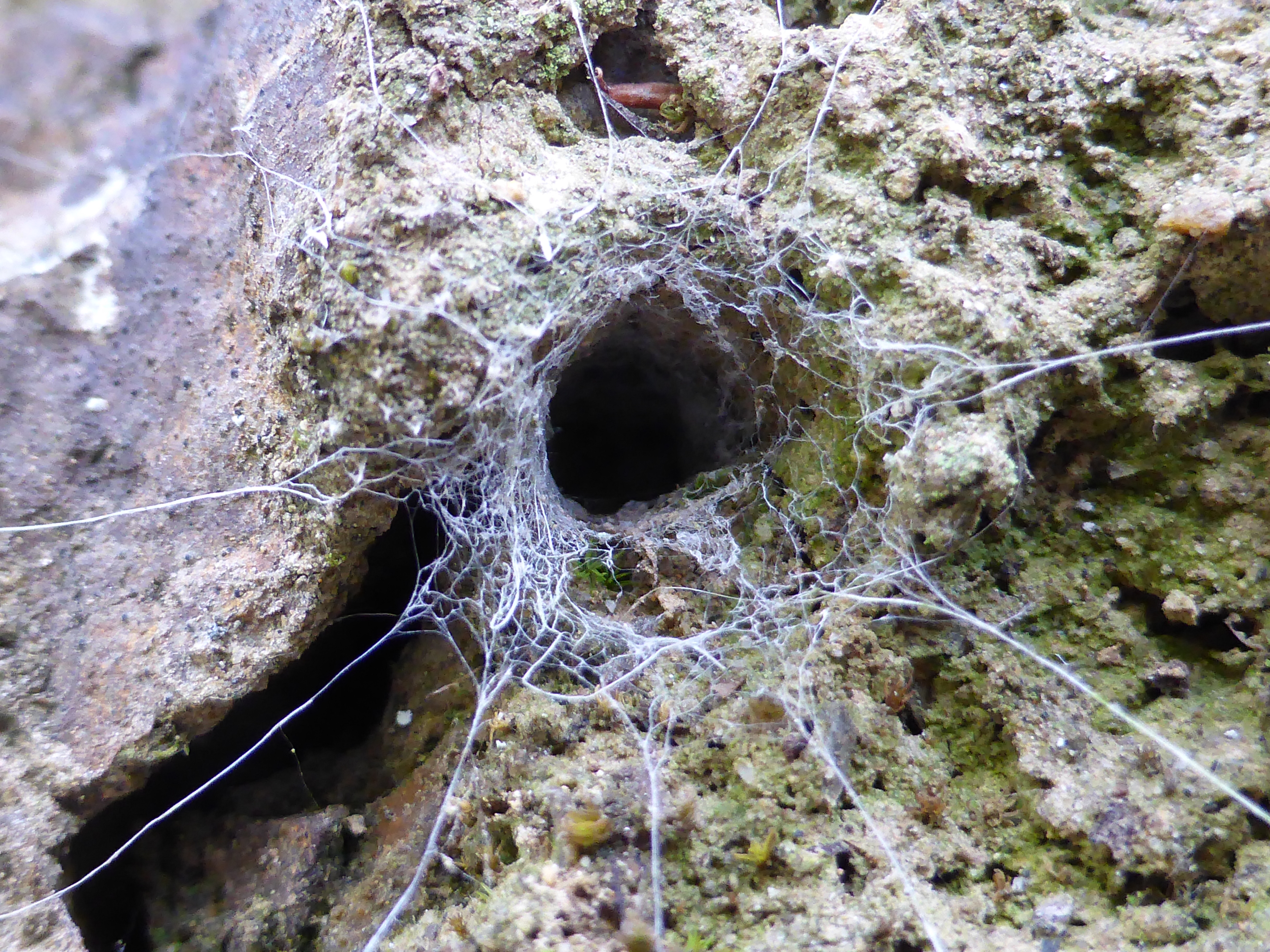
Nähere Ansicht eines Fangnetzes der Gewöhnlichen Fischernetzspinne
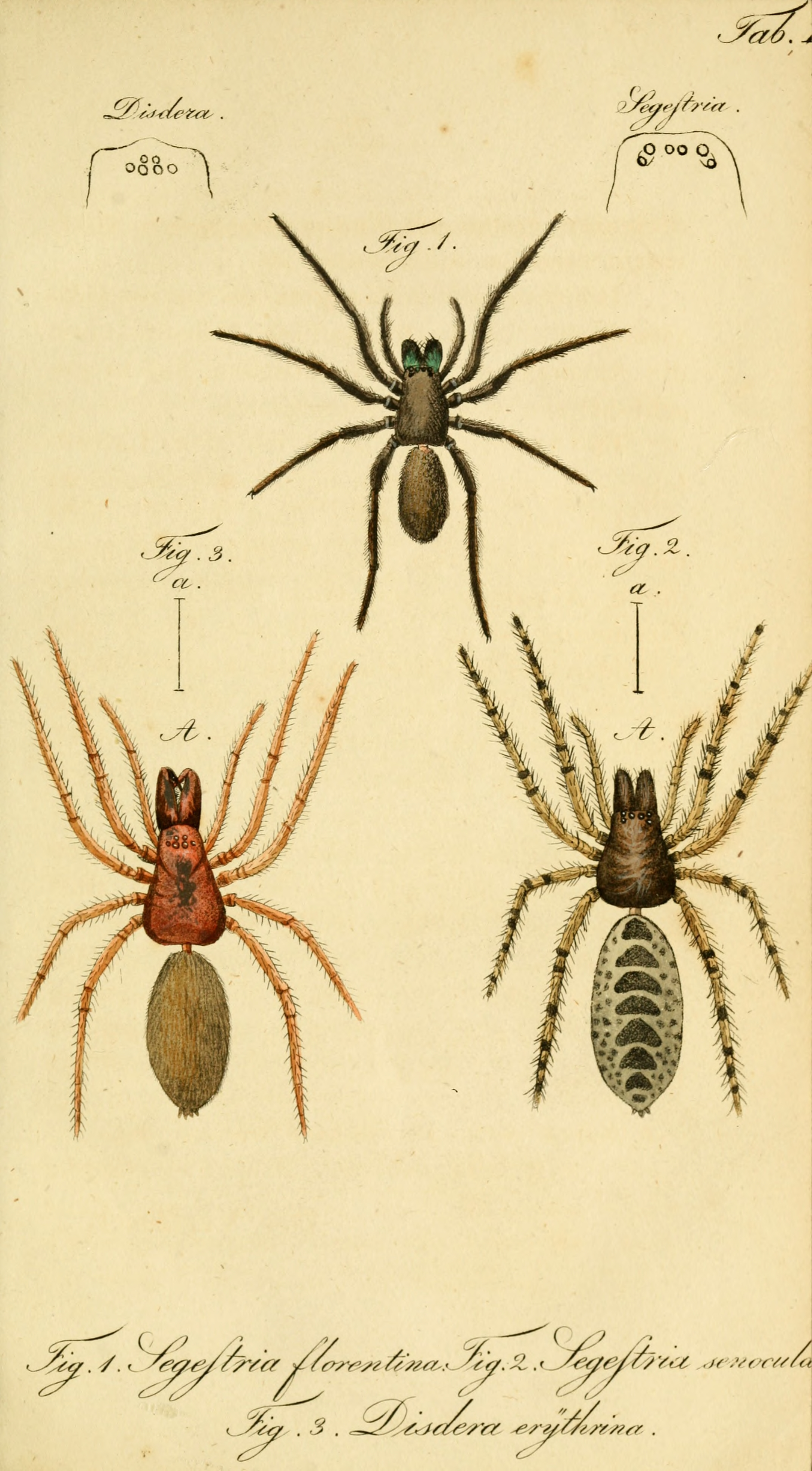
Auszug aus Die Arachniden. Erster Band. von C. W. Hahn (1831)